# Otto Ludwig

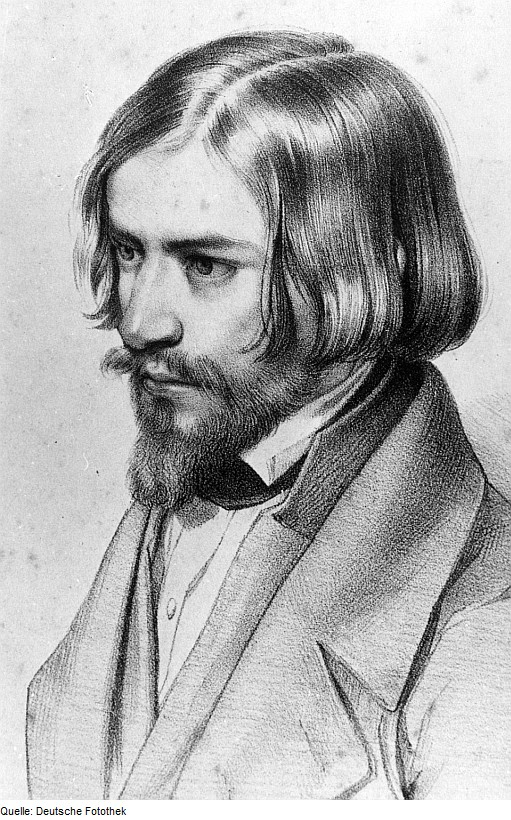
Otto Ludwig

Otto Ludwig (* 12. Februar 1813 in Eisfeld; † 25. Februar 1865 in Dresden) war ein deutscher Schriftsteller.

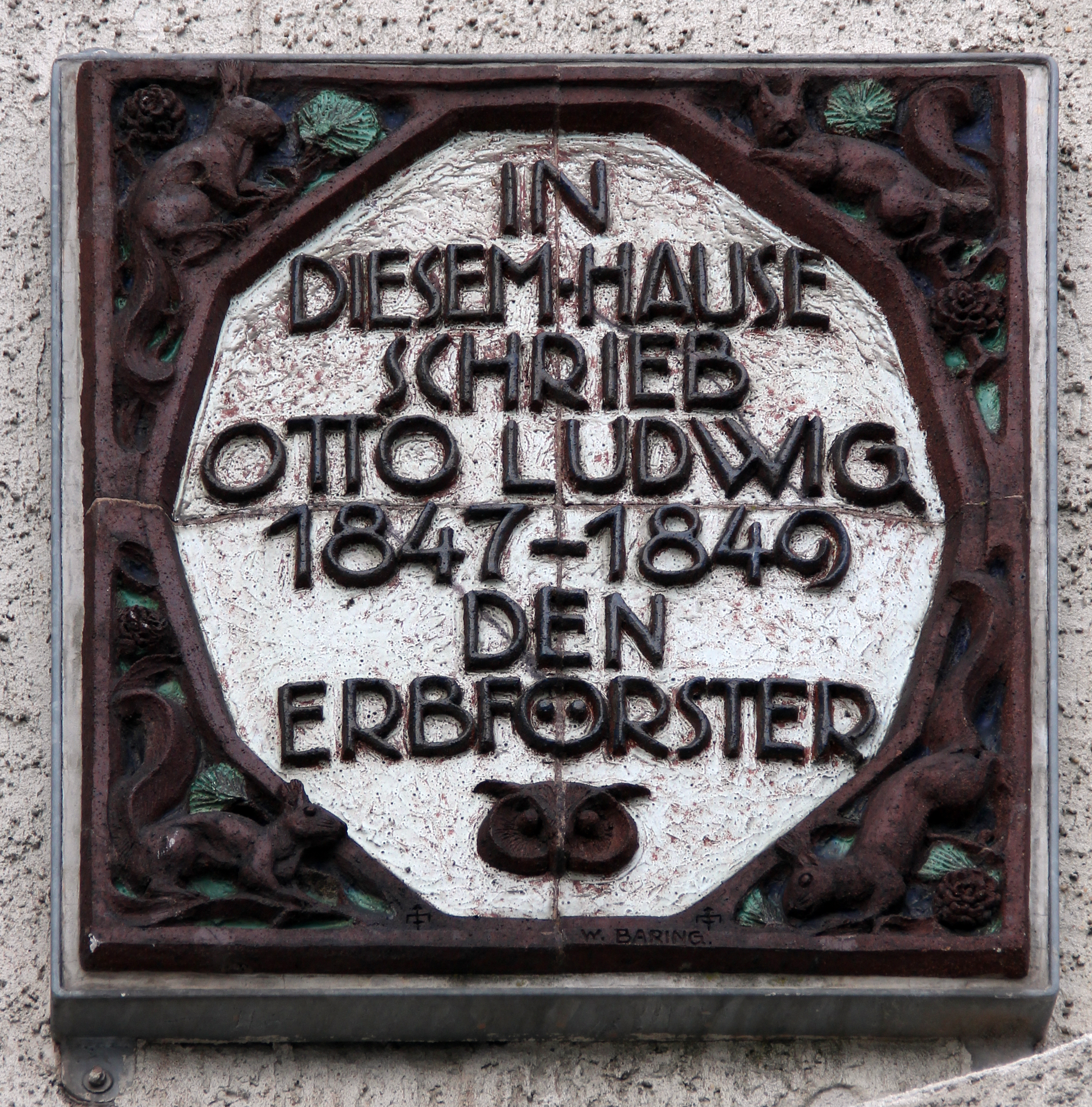
Gedenktafel am Haus, Leipziger Straße, in Meißen

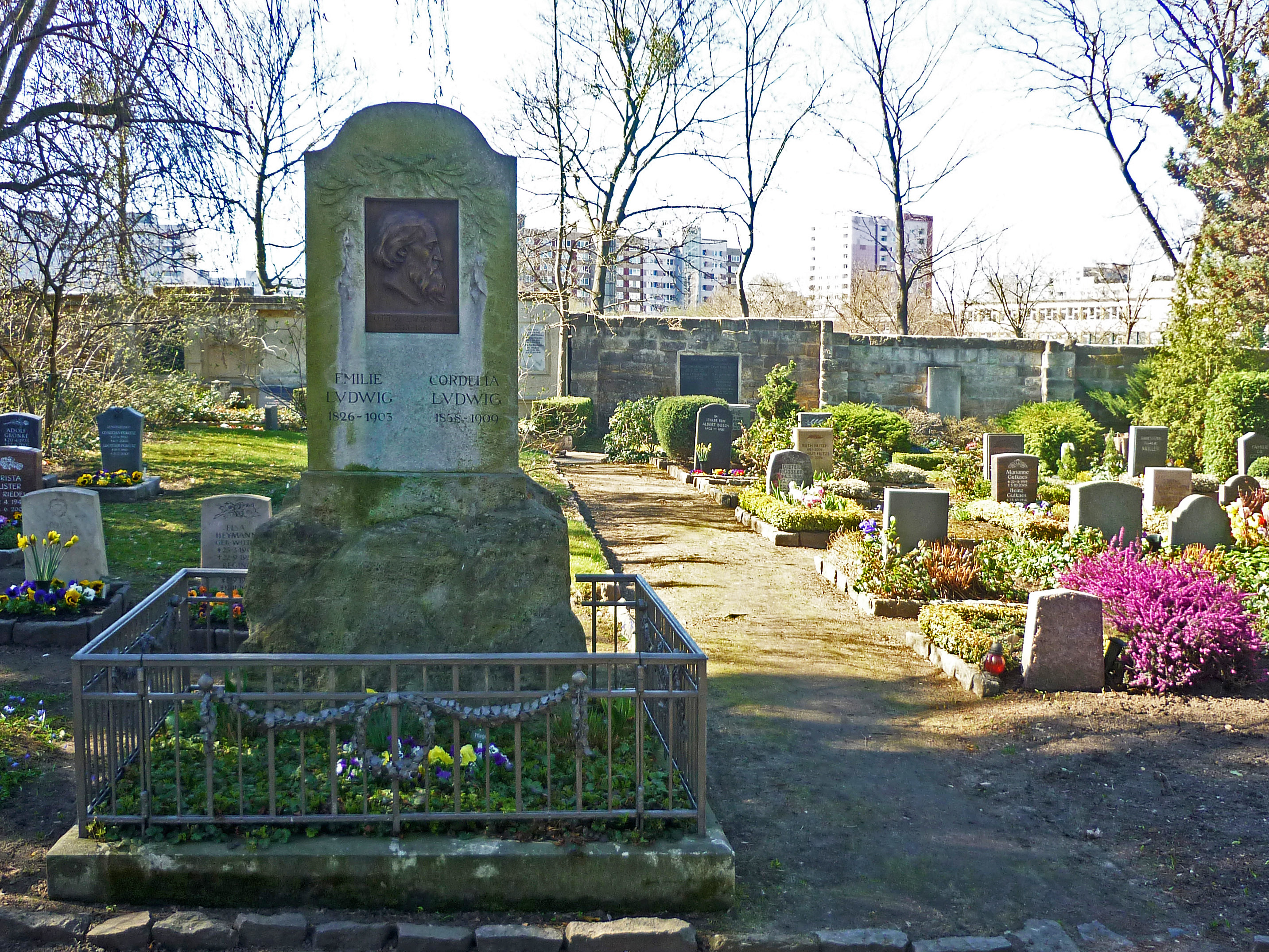
Ludwigs Grab auf dem Trinitatisfriedhof in Dresden

## Leben
Otto Ludwig wurde im thüringischen Eisfeld geboren und besuchte dort die Volksschule. 1825, ein Jahr nach seinem Eintritt in die Volksschule, starb sein Vater Ernst Friedrich, Stadtsyndikus und herzoglicher Hofadvokat von Sachsen-Meiningen, im Alter von 46 Jahren. 1828 wechselte er an das Gymnasium Georgianum im nahen Hildburghausen. Im Jahr 1829 verließ er das Gymnasium bereits wieder und ging zwei Jahre später ans Lyzeum Saalfeld. Im gleichen Jahr starb seine Mutter Sophie Christiane geb. Otto. Nach zweijährigem Aufenthalt in Saalfeld kehrte er nach Eisfeld in sein Gartenhaus zurück, wo er sich musikalischen und literarischen Studien widmete. In Eisfeld führte er 1834 die Opern „Die Geschwister“ und „Die Köhlerin“ im dortigen Schützenhaus auf.
Im Jahr 1839 begann er ein Musikstudium in Leipzig bei Felix Mendelssohn Bartholdy mit einem Stipendium des Meininger Herzogs Bernhard II. Im Herbst 1840 musste er sein Studium krankheitsbedingt aufgeben und kehrte in seinen Geburtsort zurück. Noch im selben Jahr unternahm er ein Partituren-Studium in Meiningen.
Im Jahr 1842 verließ er „nach anzüglichen Bemerkungen über sein ‚Berufs- und Brotloses Leben‘“ Eisfeld für immer und erreichte mit seiner Novelle „Die Emanzipation der Dienstboten“ die Bewilligung für ein weiteres Stipendium in Leipzig. Sieben Jahre später, 1849, zog er nach Dresden, nachdem er immer wieder kurze Zeit in verschiedenen Städten Deutschlands gelebt hatte. Ein Jahr nach seinem Umzug nach Dresden gelangte am 4. März 1850 am dortigen Hoftheater sein erfolgreichstes Drama „Der Erbförster“ zur Uraufführung.
1852 heiratete er Emilie Winkler und hatte mit ihr drei Kinder, die 1852 (Juda), 1854 (Ernst Reinhold Otto) und 1858 (Cordelia) geboren wurden. Im Jahr 1860 erkrankte Ludwig an einem Nervenleiden, dem er schließlich am 25. Februar 1865 erlag.
Otto Ludwig prägte den Begriff poetischer Realismus, in dem er eine Wirklichkeitsdarstellung zwischen Naturalismus und Idealismus beschreibt, mit welcher der Dichter seiner von ihm „wiedergeschaffenen Welt so viel von ihrer Breite und Mannigfaltigkeit lässt, als sich mit der geistigen Einheit vertragen will.“

## Denkmäler und Ehrungen

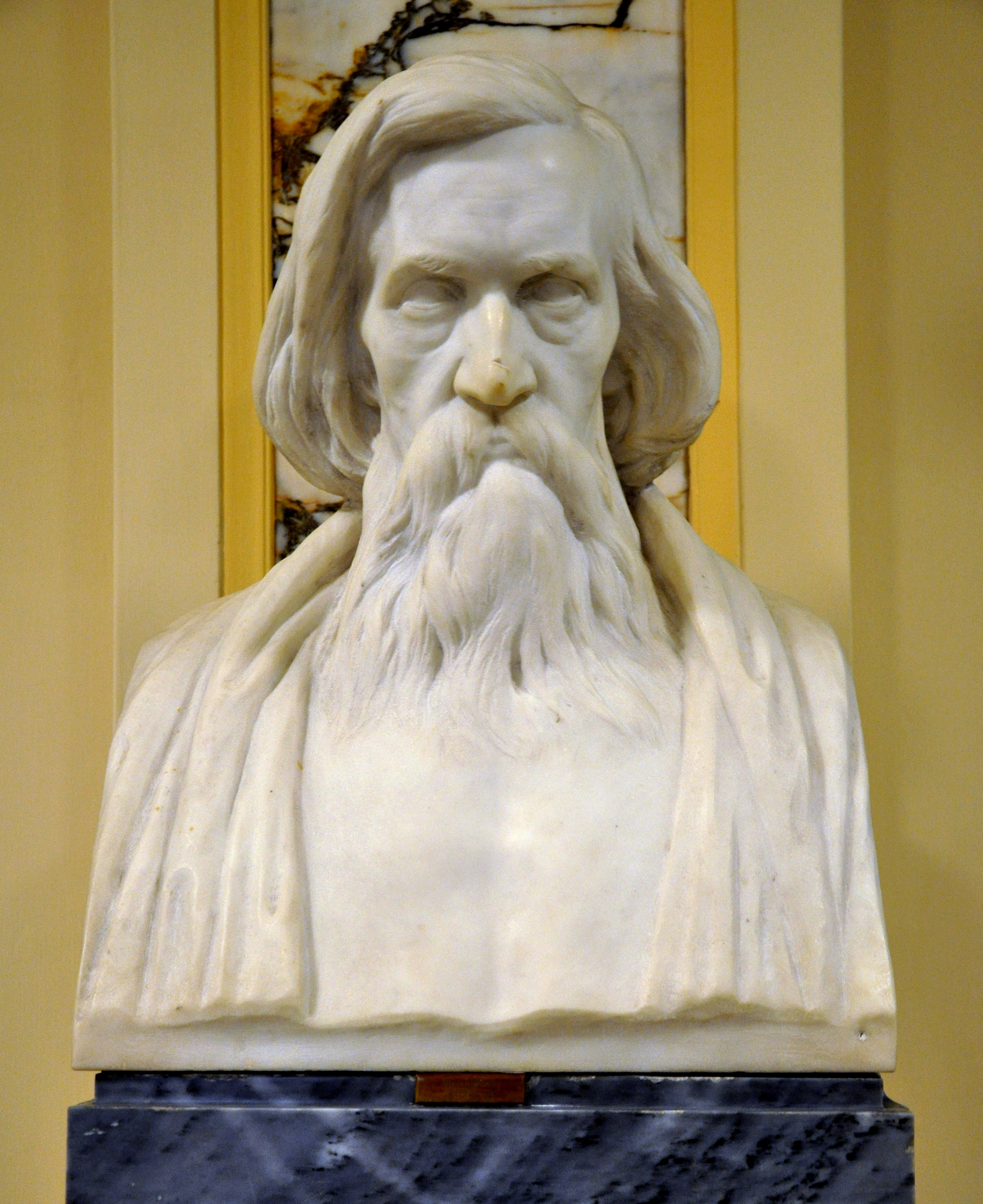
Büste im Meininger Theater

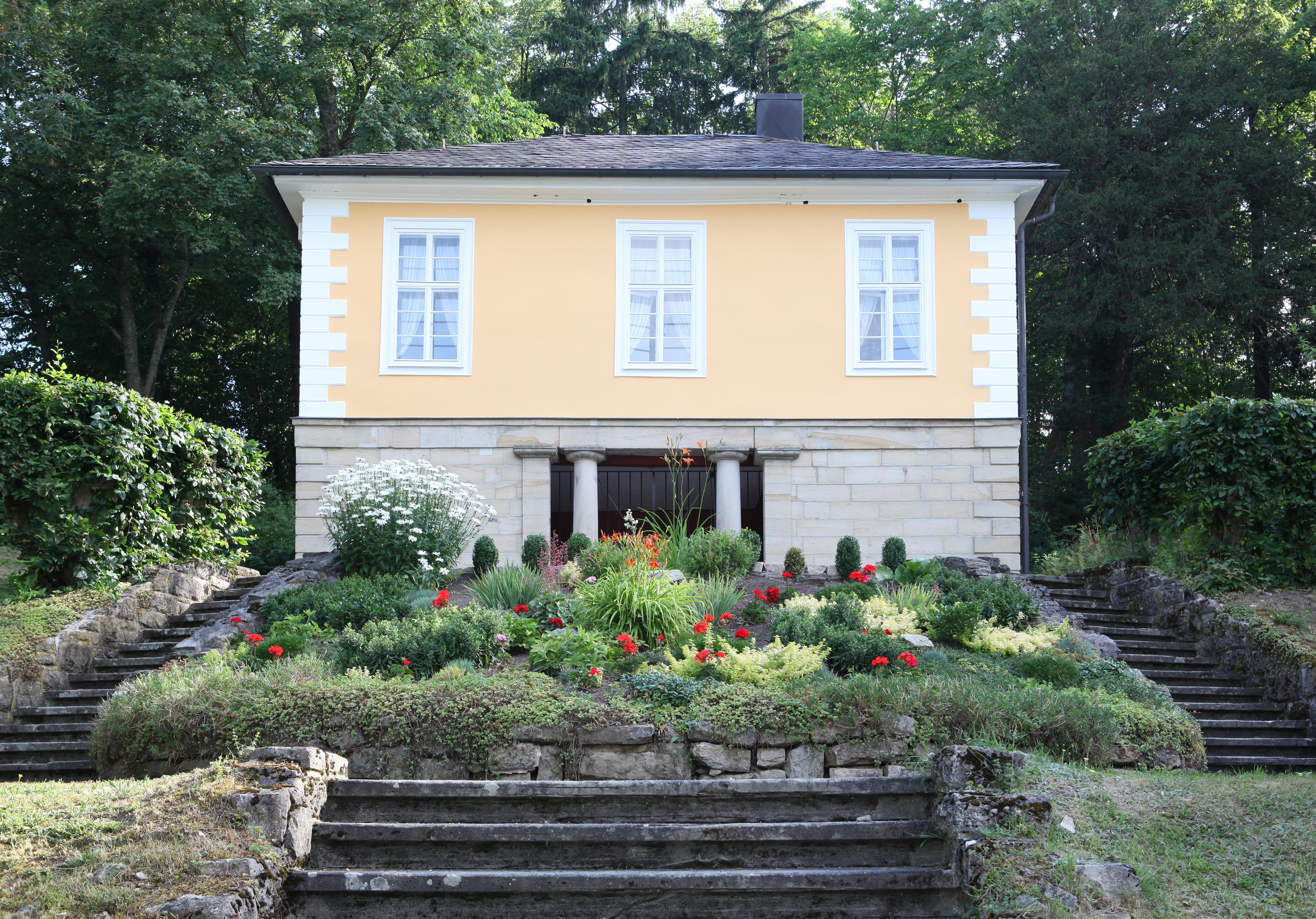
Sommerhaus in Eisfeld

Im Eisfelder klassizistischen Sommerhaus von Otto Ludwig wurde eine Gedenkstätte eingerichtet. Dort befindet sich vor dem Haus auch ein 1934 vom Bildhauer Karl Röhrig geschaffenes Denkmal, das mit einer Büste des noch jungen Schriftstellers ausgestattet ist. Der Bildhauer Arnold Kramer schuf eine Marmorherme des Schriftstellers, die 1911 auf der Bürgerwiese in Dresden feierlich enthüllt wurde.
Ein weiteres Denkmal, eine vom Münchner Bildhauer Adolf von Hildebrand geschaffene überlebensgroße Bronzebüste auf einem Marmorsockel, steht seit 1892 im Landschaftspark Herrenberg in Meiningen. In der Eingangshalle des Meininger Theaters steht eine 1909 von Otto Lessing nach Hildebrands Entwurf geschaffene Büste Ludwigs.
Straßen in Eisfeld, Dresden, Meiningen, Nordhausen und Berlin-Charlottenburg sind nach dem Dichter benannt. Die staatliche Regelschule in Eisfeld trägt den Namen Otto Ludwig.

## Rezeption

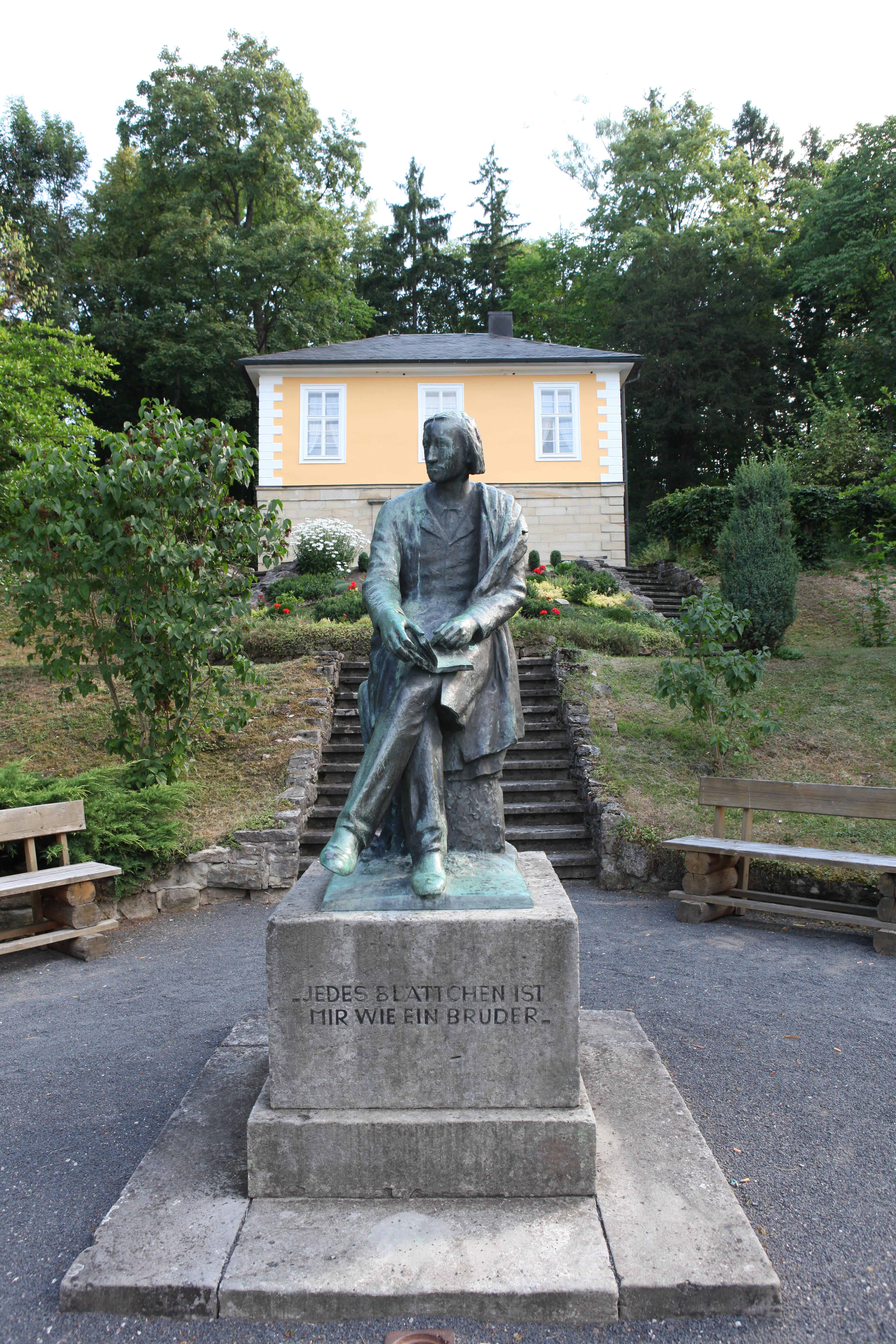
Denkmal in Eisfeld

Der Sprachkritiker Eduard Engel sah in Ludwig, namentlich wegen der beiden Novellen Die Heiteretei und Aus dem Regen in die Traufe, den wichtigsten Exponenten einer Heimatliteratur nach Gottfried Keller. Den psychologischen Roman Zwischen Himmel und Erde, der den Konflikt der beiden vom autoritären Vater dominierten Kain- und Abel-Brüder Fritz und Apollonius Nettenmair um die sittsame und schöne Christiane erzählt, wertete er als Meisterwerk: „Mit seiner außerordentlichen, beinahe quälenden Spannung, der künstlerischen Spiegelung der Wirklichkeit, der tiefgrabenden Seelenzeichnung steht dieser Roman einzig in unserer erzählenden Dichtung da.“ Auch Franz Mehring, der Otto Ludwig das Ideal eines modernen Dichters absprach, urteilte im Hinblick auf diese Erzählung: „Aber da er es mit seiner Kunst immer ehrlich meinte, so ist ihm, trotz aller Beschränkung und gerade in ihr, doch ein Werk gelungen, das zum dauernden Besitz der deutschen Literatur gehört.“ Ein weiterer Bewunderer Otto Ludwigs war Alfred Döblin, der bekannte, dass Zwischen Himmel und Erde „unverändert die hervorragendste Erzählerleistung“ sei, die er aus der deutschen Literatur kenne und auf Ludwigs Anwendung des Inneren Monologs aufmerksam machte. Den vielfach als unstimmig kritisierten – so z. B. Paul Heyse (1856) und Julian Schmidt (1857) – Romanschluss mit der idealisierten asketischen Beziehung zwischen Apollonius und Christiane, die nach ihrer langen Leidenszeit bis zu Fritzens Tod eigentlich ihre von ihm intrigant verhinderte Liebe leben könnten, verteidigt der Autor in seiner ausführlichen Interpretation: „Meine Absicht war das typische Schicksal eines Menschen darzustellen, der zuviel Gewissen hat, das zeigt neben seiner Zeichnung der Gegensatz seines Bruders, der das typische Schicksal des Menschen, der zu wenig Gewissen hat, versinnbildlichen soll. Dann der Gegensatz, wie der zu gewissenhaft angelegte den anderen immer schlimmer, dieser jenen immer ängstlicher macht. Es ist des Allzugewissenhaften, des geborenen sittlichen Hypochondristen […] typisches Schicksal, da er gewissermaßen den Katzenjammer hat von den Räuschen, die sich andere trinken.“
Nach Armin Gebhardt ragen ebenfalls die Novellen Die Heiteretei, Aus dem Regen in die Traufe, Zwischen Himmel und Erde aus dem erzählerischen Werk Ludwigs hervor. Weiterhin zählt er das Drama Der Erbförster sowie die Dramatischen Studien zu den bedeutendsten Arbeiten Ludwigs. Der Feuilletonist Edo Reents, welcher wie Engel und Mehring das lyrische wie dramatische Werk Ludwigs für unbedeutend hält, nennt Ludwig den Begründer des psychologischen Romans in Deutschland.
Harald Braun verfilmte 1942 den Familienkonflikt von Ludwigs Erzählung im gleichnamigen Film Zwischen Himmel und Erde, verlegte jedoch Handlungszeit und -orte, baute weitere Handlungen (Kriegszeit) und Personen ein und schloss mit einem Happy End.

## Werke

### Prosa
- Die wahrhaftige Geschichte von den drei Wünschen, Märchen, 1842
- Die Emanzipation der Domestiken, Erzählung, 1843
- Maria, Novelle, 1843 (postum veröffentlicht)
- Zwischen Himmel und Erde, Erzählung, 1856 (Digitalisat und Volltext im Deutschen Textarchiv)
- Die Heiterethei und ihr Widerspiel, Aus dem Regen in die Traufe, 1857
- Studien, Gesammelte Schriften, 1860
- Shakespeare Studien, Aus dem Nachlass, 1872

### Dramen
- Das Fräulein von Scuderi, Schauspiel nach der gleichnamigen Erzählung von E. T. A. Hoffmann, 1847
- Der Erbförster, Trauerspiel, 1850 (Uraufführung), 1853 (Erstdruck) (Digitalisat und Volltext im Deutschen Textarchiv); verfilmt 1915 Regie: Hans Oberländer
- Die Makkabäer, Trauerspiel, 1852

### Lyrik
- Auf bunten Blumenmatten, Gedicht
- Du standst im goldnen Abendschein, Gedicht
- Ein Hüttchen steht im Odenwald, Gedicht
- Es windet zwischen Hügeln, Gedicht
- Gestern ruht ich an der Quelle, Gedicht
- Ich gehe umher in Träumen, Gedicht
- Ich ging im nächtgen Schweigen, Gedicht
- O Lindbaum, du treuer, Gedicht
- O wie ists möglich dann, Gedicht
- Sag mir, so sprach die Spröde, Gedicht
- Selig dem die Götter geben, Gedicht
- Wie ruht sich’s doch an deiner Brust, Gedicht
- Zwei liebten sich und wolltens sichs nicht sagen, Gedicht
- Liebe, Gedicht
- Der Unzufriedene, Gedicht
- Bescheid, Gedicht
- Frühlingstrunkenheit, Gedicht
- Zerknirschung, Gedicht
- Des Knaben Lied, Gedicht
- Stimmen der Warnung, Gedicht

### Essays
- Mein Verfahren beim poetischen Schaffen
- Das Farben- und Formenspektrum